# Dorfkirche Lichterfelde (Barnim)

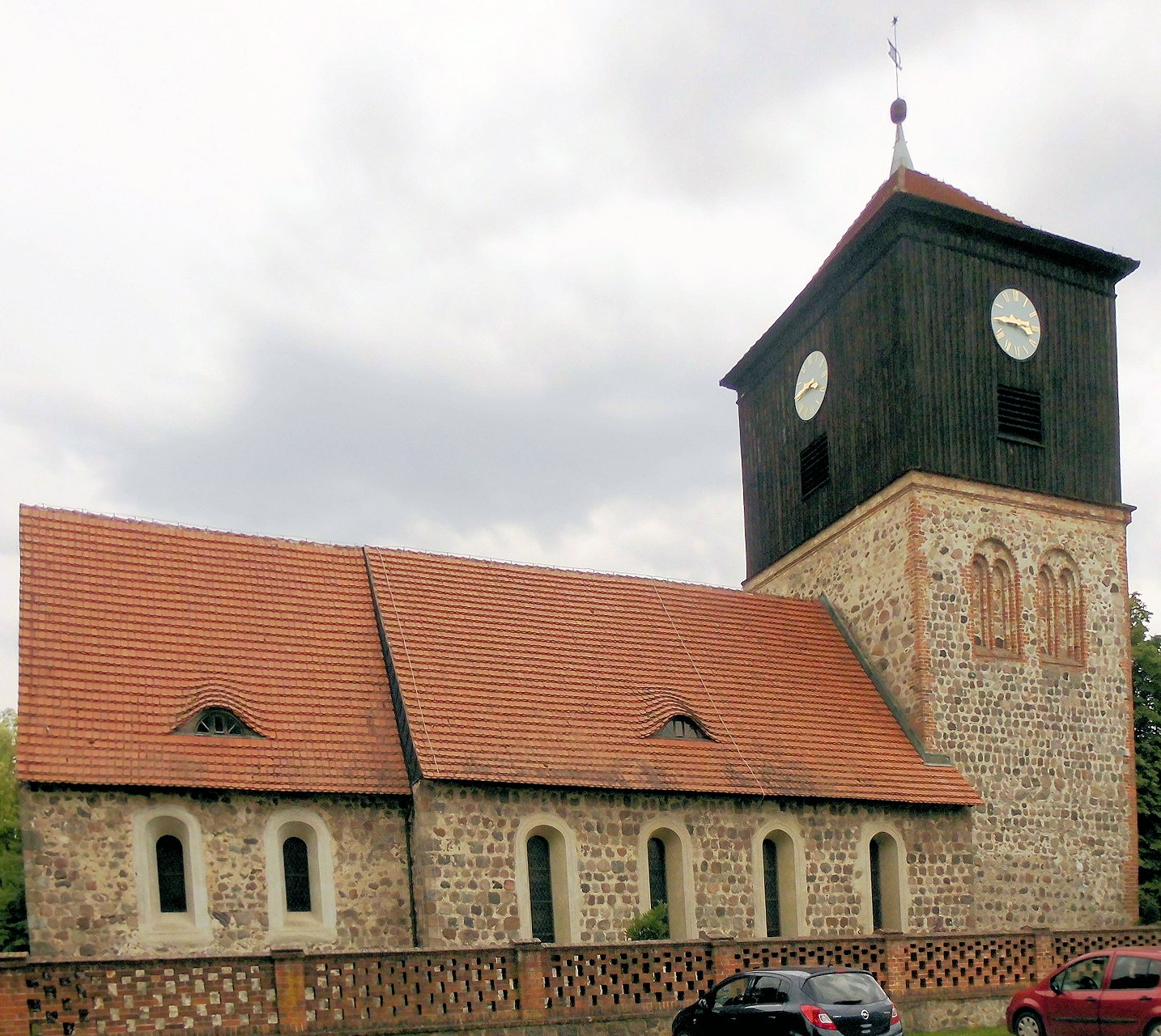
Nordansicht

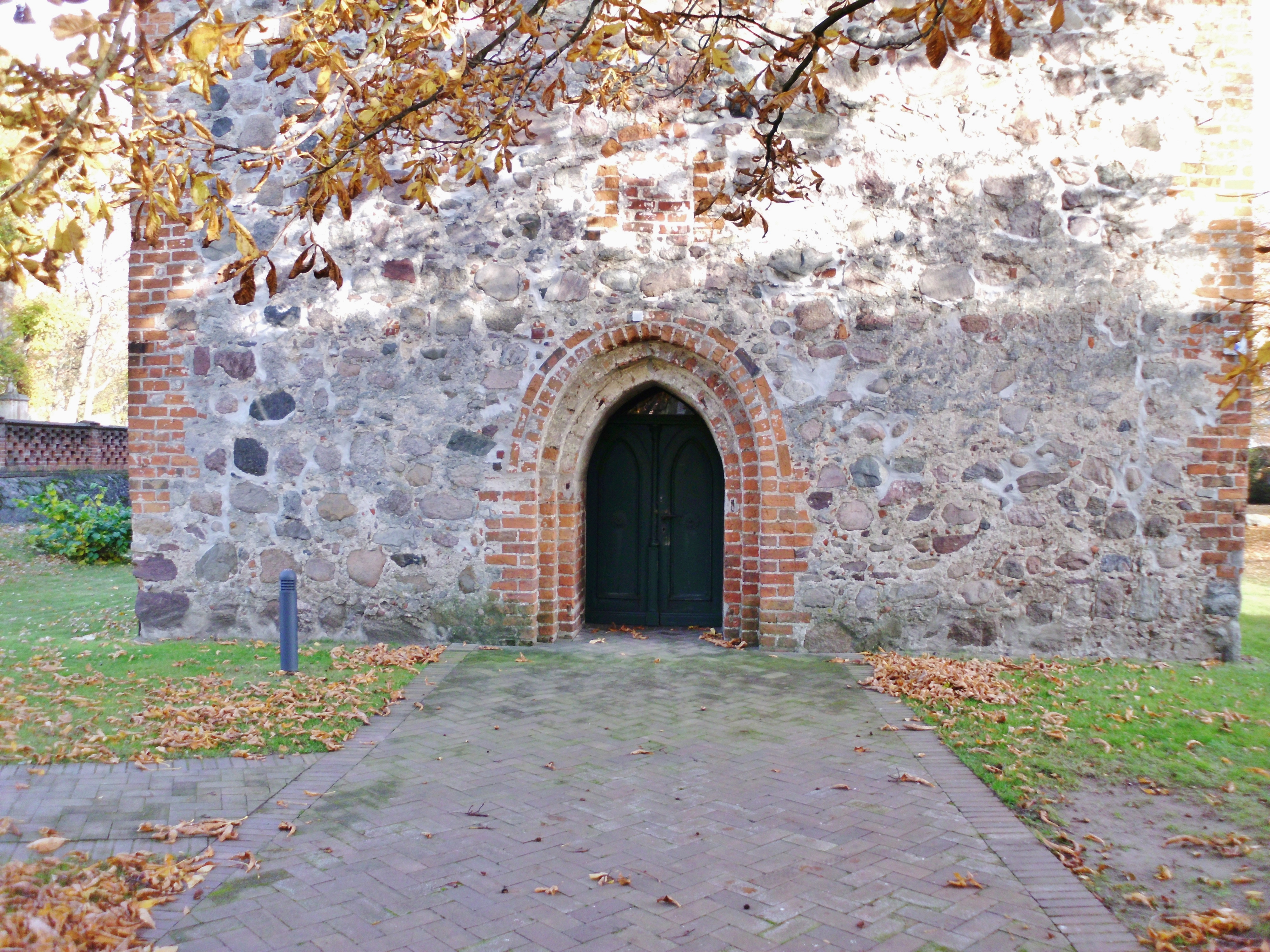
Westportal

Die Dorfkirche Lichterfelde ist eine Feldsteinkirche im Ortsteil Lichterfelde der Gemeinde Schorfheide im Landkreis Barnim des Landes Brandenburg. Sie gehört zum Kirchenkreis Barnim der Evangelischen Kirche Berlin-Brandenburg-Schlesische Oberlausitz und kann nach Anmeldung besichtigt werden.

## Geschichte und Architektur
Die Saalkirche stammt aus der Mitte des 13. Jahrhunderts. Der schmalere Westquerturm wurde im 14. Jahrhundert aus unbehauenen Feldsteinen errichtet und ist im Obergeschoss mit Zwillingsblenden verziert, die von Rundbogenblenden überfangen sind. Die Backsteinkanten wurden 1716 ausgebessert und gleichzeitig der verbretterte Aufsatz mit Zeltdach errichtet. 1728 wurde an der Südseite des Chors ein Logenanbau mit Gruft errichtet.
Das Innere ist mit einer Putzdecke auf gerundetem Ansatz und dreiseitiger Empore auf toskanischen Säulen aus dem Jahr 1728 versehen. Die Patronatsloge im Süden öffnet sich mit zwei breiten Stichbögen mit hölzernen Brüstungen zum Chor hin.

## Ausstattung
Das Hauptstück der Kirchenausstattung bildet ein Kanzelaltar aus dem Jahr 1728, dessen polygonaler Korb mit einem haubenartigen Schalldeckel von
korinthischen Säulen gerahmt ist und von einem Sprenggiebel und seitlichen Vasenaufsätzen bekrönt ist. Die achteckige Holztaufe mit Ecksäulchen wurde 1617 geschaffen und zeigt in diamantierten Rundbogenblenden Bilder Christi und der Apostel. Ein farbig gefasstes Doppelepitaph aus Sandstein mit der Jahreszahl 1680 wurde für Friedrich Otto von der Gröben (1619–97) und seine Frau (1630–1705) geschaffen; die beiden Felder sind von ionischen Pilastern eingefasst, die ein Gebälk tragen. Der Verstorbene ist mit Rüstung in kräftigem Relief vor flacher Nische dargestellt, an seine Frau erinnert eine Inschrift in der Wappenrahmung. Ein hölzernes, farbig gefasstes Wappenepitaph der Familie Sparr aus der zweiten Hälfte des 17. Jahrhunderts ist mit kronenhaltenden Putten und einem reich geschnitzten Rahmen aus Blütenranken versehen. Drei Kindergrabsteine aus den Jahren 1595, 1600 und 1604 sind mit Relieffiguren ausgestattet.
Die Orgel ist ein Werk der Firma Lang & Dinse aus dem Jahr 1857 mit sieben Registern auf einem Manual und Pedal, das 1995 durch Ulrich Fahlberg umgebaut wurde.
Ein silbervergoldeter Kelch stammt aus dem Jahr 1651, eine Taufschale und -kanne aus Messing aus dem Jahr 1661. Ein Leuchterpaar aus Bronze wurde in der Mitte des 17. Jahrhunderts geschaffen, eine Glocke im Jahr 1887 von C. Voß & Sohn aus Stettin.